# Südstadt (Braunschweig)
Die Südstadt ist ein Stadtteil Braunschweigs im südöstlichen Stadtbezirk Südstadt-Rautheim-Mascherode.

## Geschichte

### Wüstung Wolfshagen
Bis zum 16. Jahrhundert war ein Großteil der heutigen Siedlung mit Wald bedeckt, der zum großen Waldgebiet aus Siechenholz, Lindenberg, Mastbruch und Nußberg gehörte.
Im Jahre 1172 ist die Wüstung Wolfshagen, die wahrscheinlich auch erst im 12. Jahrhundert aus dem großen Waldgebiet herausgerodet wurde, in den Steterburger Annalen nachgewiesen. Die Siedlung lag an einem kleinen, aber wasserreichen Bach, der weiter durch das Sumpfgebiet Heidberg, Rothe Wiese und Rothe Teich zur Oker floss. Der Hügel, auf dem heute das Klinikum Salzdahlumer Straße liegt, bot Schutz vor kalten Nordwinden. Die Siedlung hat nach Scherbenfunden aus dem 13. bis 15. Jahrhundert etwa bis dahin bestanden und umfasste drei oder vier Höfe. Die Siedlung gehörte zum Kloster Steterburg. Durch Kauf und Tausch gab es in der Folge verschiedene Grundherren, auch nachdem die Siedlung wüst geworden war. Die Äcker (ca. 600 Morgen) der Wüstung gingen überwiegend an Rautheim und ein kleinerer Teil an Mascherode. Nach der Reformation ging der Zins an die Universität Helmstedt, der Zehnt von Rautheim ging an das Kloster Riddagshausen, der von Mascherode an den Krüger von Mascherode.

### Militärische Nutzung und Krankenhaus
Auf einem Teil des Geländes, das Ende des 19. Jahrhunderts zu Braunschweig kam, wurde 1889 der neue „Große Exerzierplatz“ mit einer Fläche von 116 Hektar und 67,72 Ar angelegt. Auch die Gemeinde Rautheim und das Große Waisenhaus BMV gaben Gelände ab. Die Artillerie legte schon 1839 und 1868 Pulvermagazine an. Lehne erwähnt in ihrem Braunschweiger Bilderbogen einen Pulverturm auf dem Weg nach Mascherode.
Auf dem Exerzierplatz landet am 13. Oktober 1912 mit der „Hansa“ erstmals ein Luftschiff in Braunschweig.
1937 bis 1939 entstand das Luftwaffenlazarett (heute Klinikum Salzdahlumer Straße), das sich neben Schrebergärten und einem Sporthotel auf dem Gelände der Wüstung befindet.

### Die Siedlung
Die Deutsche Arbeitsfront unter Julius Schulte-Frohlinde plante die Siedlung für zunächst 2.500 Menschen, die in 600 Wohnungseinheiten unterkommen sollten. Im Mittelpunkt der Siedlung sollte neben dem Marktplatz ein Gemeinschaftshaus gebaut werden, das ganz bewusst die bisherige Rolle der Kirche einnehmen sollte. 1938 wurden die Planungen für ca. 5.500 Einwohner erweitert. Als Lehrsiedlung für Architekturstudenten umfasste sie verschiedene Bautypen: Ein- und Mehrfamilienhäuser, Doppel- und Reihenhäuser.
Die Siedlung entstand zwischen 1936 und 1939 als nationalsozialistische Mustersiedlung, zunächst unter dem Namen Lehrsiedlung Mascherode („Vierjahresplan-Siedlung“) geplant, dann wechselnd als Südstadtsiedlung (am) Mascheroder Holz, Siedlung Mascheroder Holz, Südstadtsiedlung Mascherode und Siedlung Mascherode bezeichnet.
Am 29. Februar 1956 beschloss der Rat der Stadt Braunschweig die Umbenennung der Siedlung Mascherode in Braunschweig-Südstadt.
Zunächst wurden auch die Neubaugebiete Heidberg und Melverode zur Südstadt gezählt, am 26. März 1969 erfolgte die Trennung in die heutigen einzelnen Stadtteile Melverode, Heidberg und Südstadt.
Im Zuge der Gebietsreform und der damit verbundenen Auflösung des Landkreises Braunschweig (1974) sowie der Bildung von Stadtbezirken (1981) wurde die Südstadt mit Rautheim zum Stadtbezirk 211 Südstadt-Rautheim zusammengelegt. Durch freiwilligen Zusammenschluss dieses Stadtbezirkes mit Mascherode entstand 2001 der heutige Stadtbezirk Südstadt-Rautheim-Mascherode.

### Grenzen und Gliederung der Siedlung
Die Grenzen der Siedlung lassen sich anhand des Statistischen Bezirks Südstadt bestimmen. Zu Rautheim bildet der Möncheweg die eindeutige Grenze, östlich davon entsteht zurzeit die Siedlung Rautheim-Südwest. Zum Heidberg ist die Salzdahlumer Straße sowohl Siedlungs- als auch Stadtbezirksgrenze. Südlich des Mascheroder Holzes verläuft die Grenze zu Mascherode.
Der Grüngürtel zwischen Südstadt und Lindenbergsiedlung aus Schrebergärten und Golfklub sowie das Städtische Klinikum Salzdahlumer Straße und das Schulzentrum (Berufsbildende Schulen, Müllerschule) gehören zum statistischen Bezirk und werden hiermit behandelt. Die A 39 bildet die Grenze zum Stadtbezirk Viewegsgarten-Bebelhof.

### Welfenplatz und „Roxy“

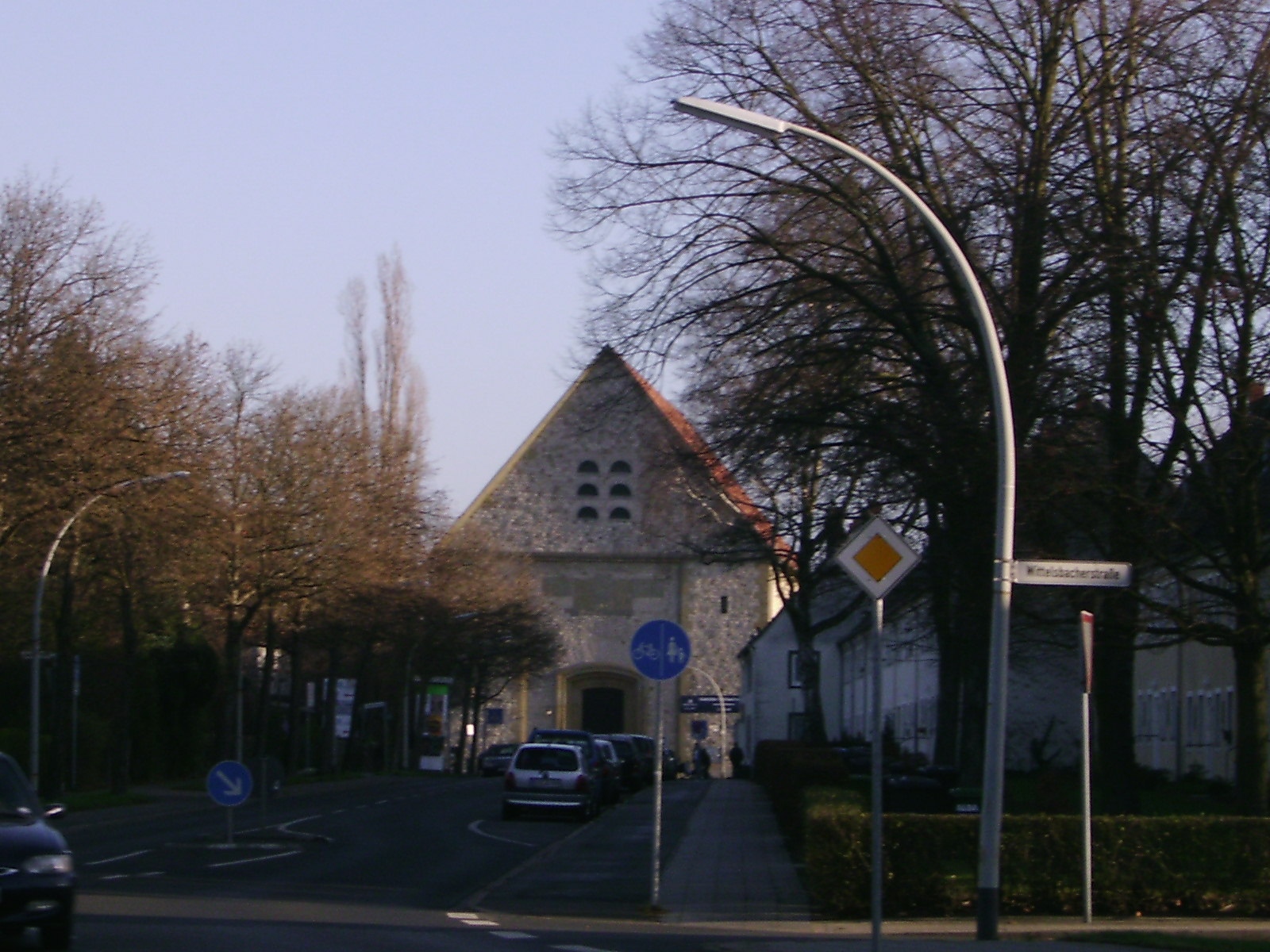
Das „Roxy“ von der Griegstraße aus gesehen.

Das Zentrum der Siedlung ist der Welfenplatz mit dem Kinder- und Jugendzentrum, das nach seiner Zwischennutzung als Kino auch „Roxy“ genannt wird. Der Platz wurde ursprünglich vor allem als Aufmarschplatz für nationalsozialistische Organisationen angelegt, das Gemeinschaftshaus diente ähnlichen Zwecken. Das Richtfest wurde am 27. Juli 1937 im Beisein des damaligen Ministerpräsidenten Dietrich Klagges gefeiert, am 30. April 1939 wurde das Gebäude seiner Bestimmung übergeben.
Das Gebäude besteht aus einem Feierhaus, das bewusst an eine Kirche erinnert, und einem Seitenflügel (Verwaltungstrakt) mit Laubengang. Im Seitenflügel waren die Deutsche Arbeitsfront (DAF), die NSDAP und im Obergeschoss die Hitlerjugend untergebracht. Der Entwurf stammt von Albert Speer. Das heute denkmalgeschützte Hauptgebäude wurde aus Elmkalkstein gebaut. Seitenflügel und die anderen Häuser am Welfenplatz (damals Robert-Ley-Platz) wurden als Fachwerkhäuser errichtet. Die Dächer wurden einheitlich gedeckt.
Bei Kriegsende wurde das Gebäude zunächst von den Amerikanern beschlagnahmt und als Kommandantur genutzt. Nach einer Zwischennutzung als Veranstaltungsort für Boxkämpfe wurde am 2. Dezember 1949 das „Roxy-Film-Kasino“ mit dem Film Die tolle Miss mit Gisèle Pascal und Ray Ventura eröffnet. Das Kino war mit 630 Sitzplätzen eines der größten in Braunschweig und hatte auch eine Bühne für Theateraufführungen. Das Kino wurde namensgebend für das Gebäude. Nach dem allgemeinen Rückgang der Besucherzahlen in den Kinos wurde dieses 1963 zu einem Supermarkt umgebaut. Weitere Räume wurden zunächst nur von der Schule und den Südstadt-Vereinen (u. a. Altenkreis, Jugendgruppen) genutzt. 1976 wurde durch eine Initiative mehrerer Südstädter eine offene Jugendeinrichtung eröffnet. Die Einrichtung wurde später von der Stadt übernommen und feierte 2006 ihren 30. Jahrestag mit einem 30-stündigen Programm.
Bereits 1946 wurde der obere Teil des Seitenflügels als Kindergarten benutzt; nach dem Neubau des Kindergartens an der Nietzschestraße war dort zunächst der Hort untergebracht, heute dient es als Bildungsstätte der städtischen Kindertagesstätten. Im unteren Bereich war ab 1944 eine Außenstelle der öffentlichen Bücherei. Seit 1956 befindet sich dort eine Polizeidienststelle, seit 1993 zudem die „Nachbarschaftshilfe Südost“.
1988 verkaufte das Land Niedersachsen, das seit 1953 Eigentümer des Roxy war, das Gebäude und Teile des Welfenplatzes an ein privates Unternehmen. Durch den Verkauf kam es zu verschiedenen Nutzungsänderungen. Die Bücherei musste nach 44 Jahren schließen. Das Jugendzentrum, das zuvor nur aus einem Raum im Erdgeschoss bestand, wurde in den ersten Stock verlegt und dabei erweitert. Heute nutzt ein Supermarkt das Erdgeschoss.

### „Kleiner Markt“ und Hermann-Löns-Park
Neben dem Welfenplatz mit dem Gemeinschaftshaus Roxy in der Siedlungsmitte gibt es einen kleinen Marktplatz an der Heidehöhe, der den inoffiziellen Namen „Kleiner Markt“ trägt. In dessen unmittelbarer Nähe liegt der am 31. Mai 1953 eingeweihte Hermann-Löns-Park mit Spielplatz und Bolzplatz. Während des Krieges befand sich auf dem Gelände des Bolzplatzes ein Löschwasserteich. Ein weiterer war an der Retemeyerstraße gegenüber der Schule.

### Schule und Kindergarten
Die Schule wurde nach Plänen der Deutschen Arbeitsfront in den Jahren 1936 und 1937 gebaut und am 7. Mai 1938 als „Volksschule Südstadtsiedlung Mascheroder Holz“ eingeweiht. Die Schule wurde durch Bombenangriffe stark beschädigt, zum Teil zerstört. Nach der Beendigung der Besetzung durch amerikanische Truppen wurde die Schule als „Volksschule Mascheroder Holz“ am 1. Oktober 1945 wieder eröffnet, heute dient sie als Grundschule.
1954 wurde auf dem Schulgelände ein Hort eingerichtet. Die Kindertagesstätte befand sich ab 1946 im Seitenflügel des Roxy. Inzwischen wurde ein Neubau am bzw. auf dem Schulgelände errichtet. In der ehemaligen Kita befindet sich nun die Weiterbildungsstätte der städtischen Kindertagesstätten.

### Vom „Lager Griegstraße“ bis zum Südstadtpark

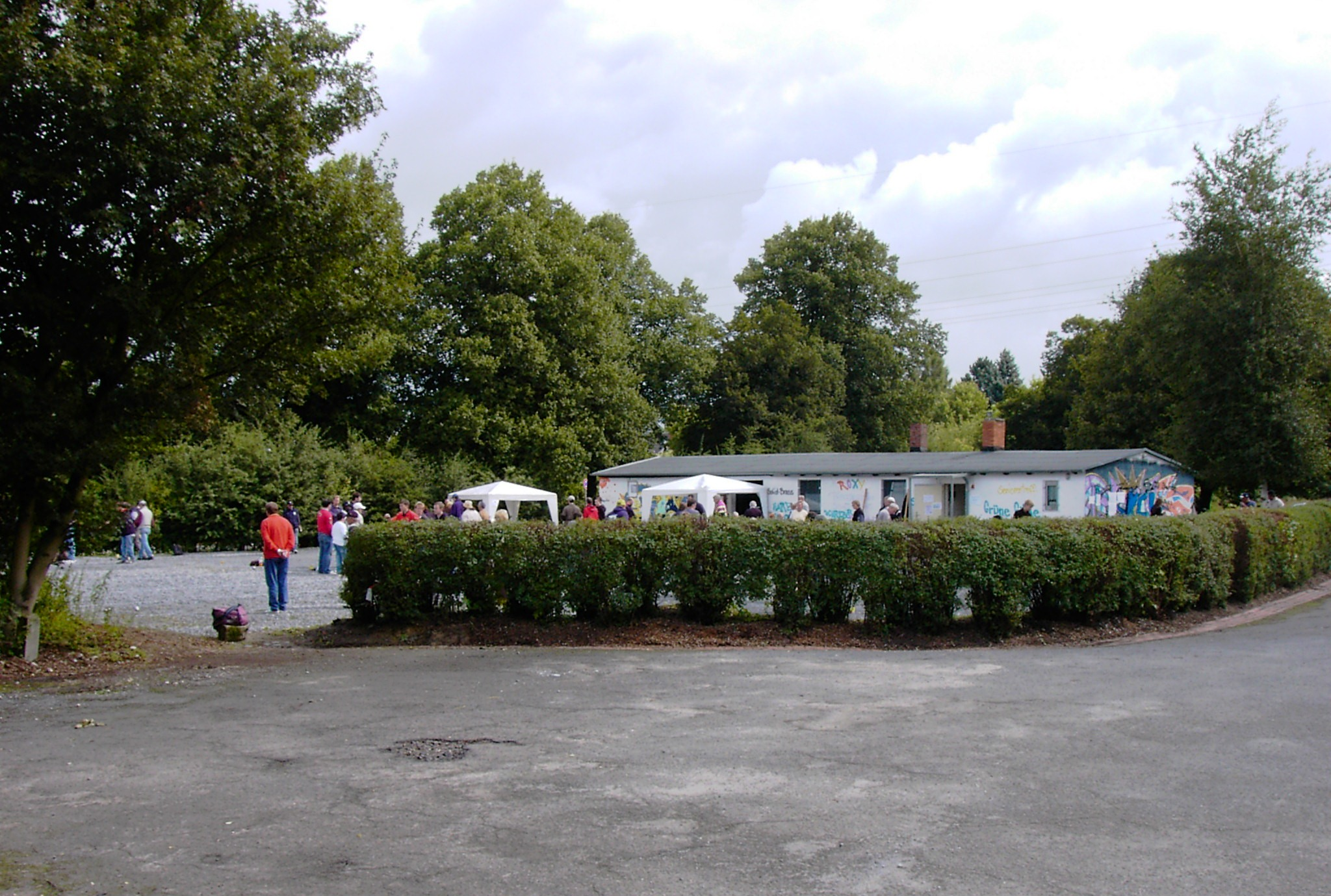
Platz an der Griegstraße mit Hütte während Pétanque-Turnier 2005

1942 entstand an der Griegstraße (damals Robert-Ley-Straße) ein Fremdarbeiterlager. Nach dem Krieg wurde es als Aussiedlerlager genutzt. Von den Bauten existiert heute nur noch eine ehemalige Baracke, die von der Bürgergemeinschaft Südstadt saniert wurde und von dieser und den ihr angeschlossenen Vereinen genutzt wird.
Der an diesem Gebäude liegende Platz wird seit 2003 als Festplatz für das Volks- und Schützenfest und seit 2004 als Boulodrome genutzt.
Der Park hieß zunächst Heidbergpark Ost. Durch Beschluss des Verwaltungsausschusses der Stadt Braunschweig vom 20. November 2007 wurde der Park in Südstadtpark umbenannt. Seit 2006 befindet sich im Park auch eine Skateranlage. In unmittelbarer Nähe liegt der Heidbergsee.

## Religionen

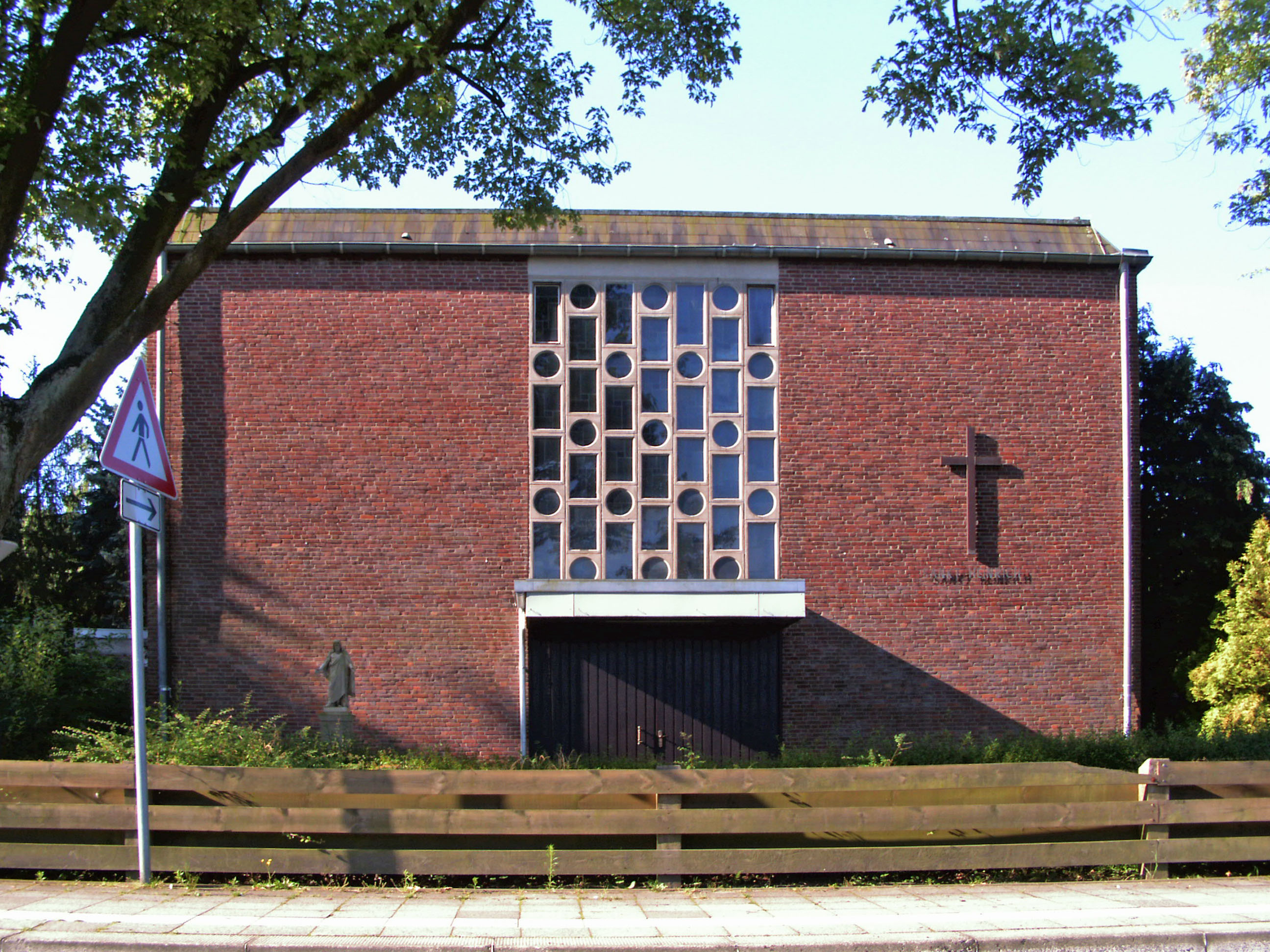
St. Heinrich-Kirche

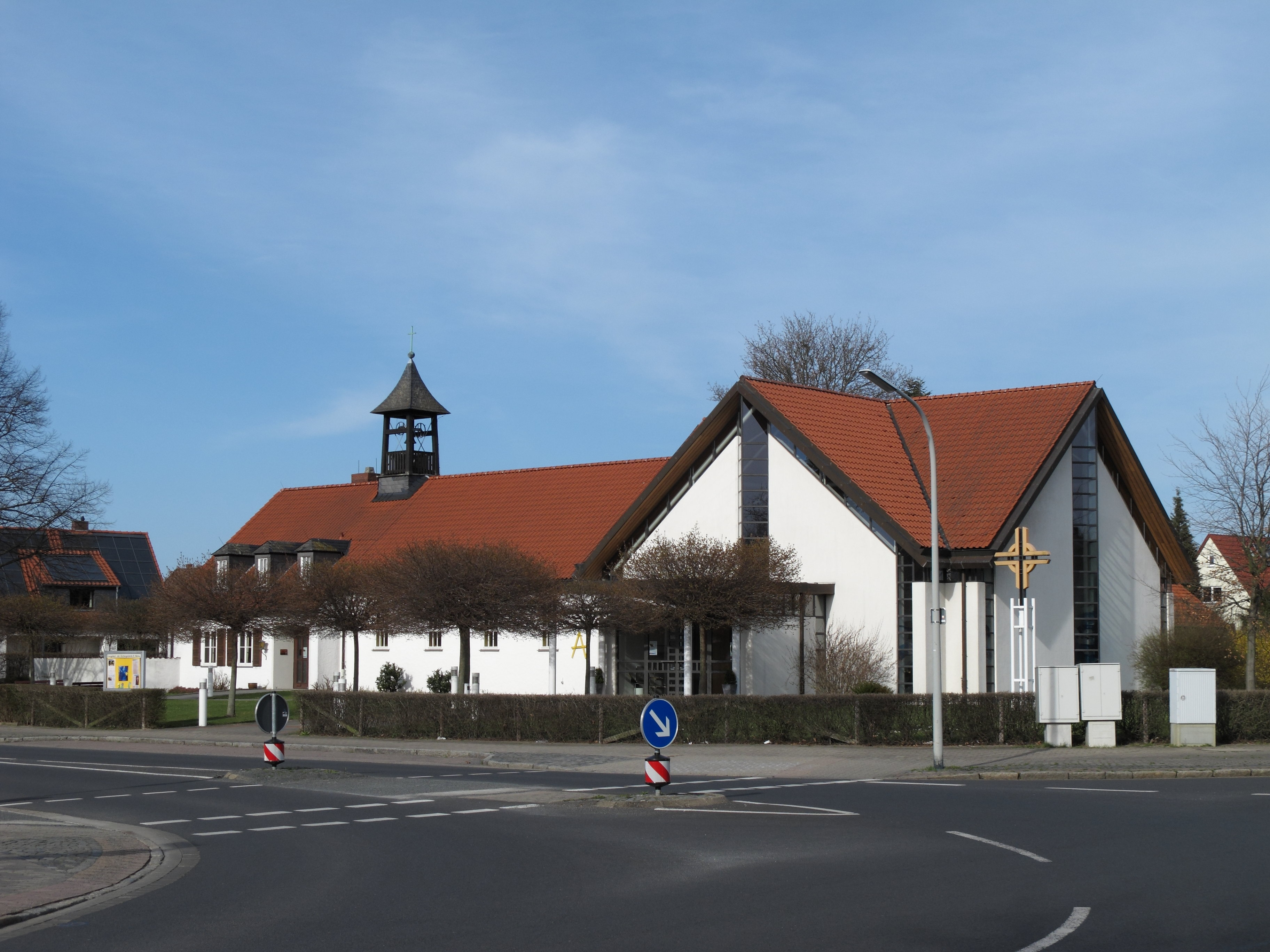
St. Markus-Kirche

Die katholische Kirche St. Heinrich, benannt nach dem Kaiser Heinrich II. (HRR), befindet sich an der südöstlichen Ecke des Stadtteils (Nietzschestraße 1a). Sie wurde 1960 geweiht und gehört seit 2006 zur Pfarrgemeinde St. Bernward im Stadtteil Heidberg.
Die evangelisch-lutherische Kirche St. Markus, benannt nach dem Evangelist Markus, wurde 1998/99 erbaut (Heidehöhe 28). Zuvor (ab 1953) fanden die Gottesdienste im Kirchsaal des angrenzenden Gemeindehauses statt. Ihre Kirchengemeinde gehört seit 2014 zum Pfarrverband Braunschweiger Süden der Propstei Braunschweig.

## Regelmäßige Veranstaltungen

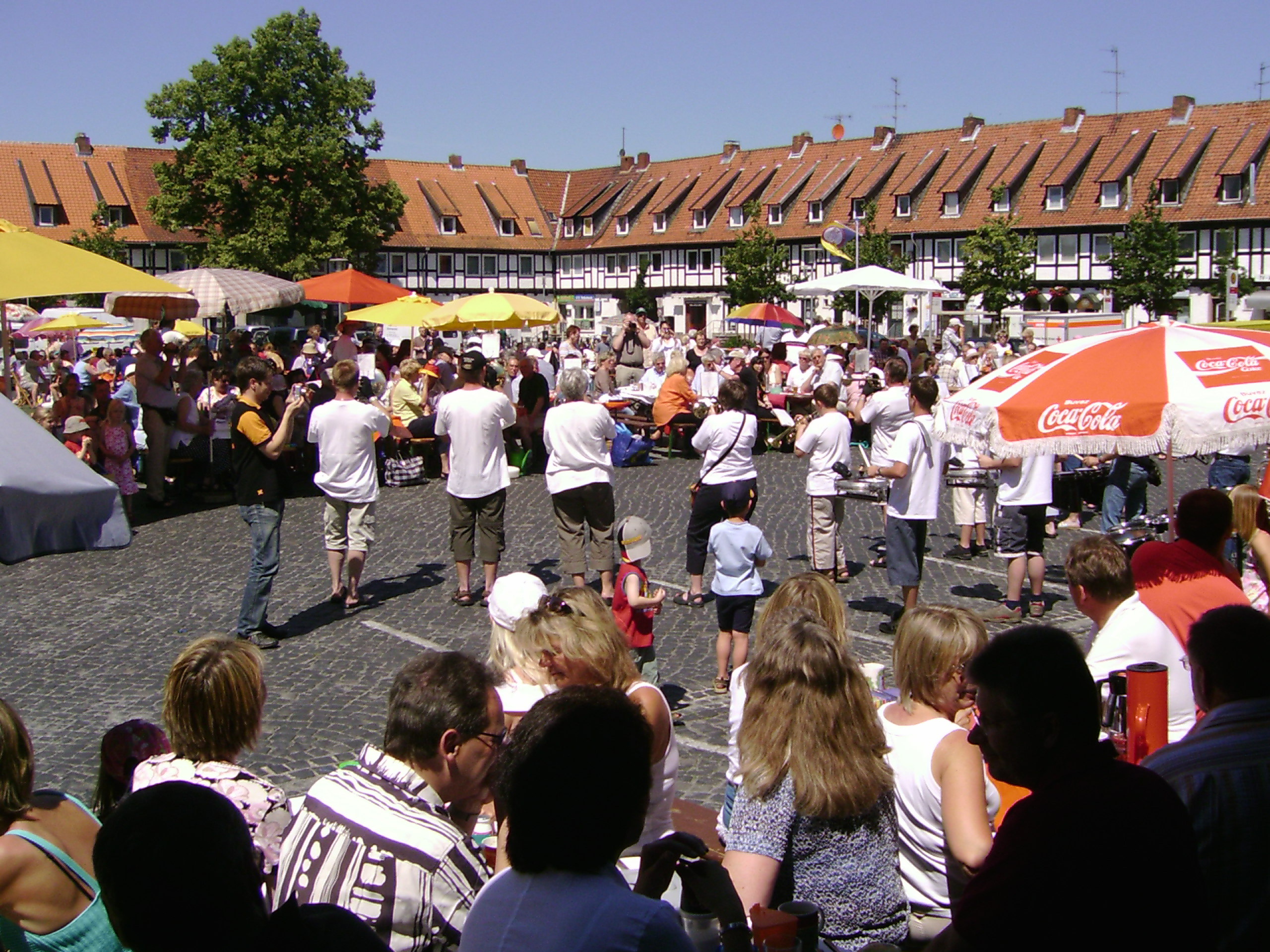
Südstadtfrühstück auf dem Welfenplatz

Die Bürgergemeinschaft Südstadt und die ihr angeschlossenen Vereine veranstalten jedes Jahr mehrere Feste. Das Volks- und Schützenfest findet traditionsgemäß am Ende bzw. nach den Sommerferien statt. Das Fest fand früher auf dem Welfenplatz statt, 2003 wurde es auf den neuen Festplatz an der Griegstraße verlegt.
Am zweiten Advent findet der Südstädter Weihnachtsmarkt auf dem Welfenplatz statt.
2006 fand zum ersten Mal das Südstädter Bürgerfrühstück statt.

## Wappen
Das Wappen zeigt ein silbernes Haus auf einem roten Schild.
Das Gebäude symbolisiert das Gemeinschaftshaus „Roxy“ mit seiner wechselvollen Geschichte. Die Wahl zum Symbol für die Siedlung war aufgrund der nationalsozialistischen Nutzung der Räumlichkeiten nicht unumstritten. Die Farbgebung Rot-Weiß steht für die Zugehörigkeit zur Stadt Braunschweig, die diese ebenfalls im Wappen führt. Das Wappen ist noch sehr jung, ein erster Entwurf wurde abgelehnt und musste überarbeitet werden.
Der neue Entwurf wurde am 7. August 2009 von der Bürgerversammlung (Nachbarschaftstreffen) der Südstadt angenommen.